# Sportfreunde 05 Saarbrücken
Sportfreunde 05 Saarbrücken is een Duitse voetbalclub uit Burbach, een stadsdeel van Saarbrücken, de hoofdstad van de deelstaat Saarland. Tot 1975 speelde de club altijd in een van de drie hoogste klassen, maar zakte intussen weg naar de lagere reeksen.

## Clubnaam
In 1876 werd de sportclub TV 1876 Burbach opgericht die in januari 1905 ook een voetbalafdeling kreeg. Op 26 januari 1924 werd de club zelfstandig als Sportfreunde 05. Op 29 maart van datzelfde jaar voegde Ballspielclub Burbach zich bij de club. Zoals in vele andere steden fusioneerden in 1938 alle sportverenigingen uit een stad op bevel van de regering. Zo ontstond Sportgemeinde Saarbrücken die na de Tweede Wereldoorlog ontbonden werd.
Na de Tweede Wereldoorlog werd de club heropgericht als TuS Burbach en veranderde in 1946 zijn naam in Sportfreunde Burbach en nam in 1947 zijn huidige naam Sportfreunde 05 Saarbrücken aan.

## Sportieve ontwikkeling
De club speelde in de tweede klasse en promoveerde in 1927 naar de hoogste klasse van de Saarcompetitie. Na twee middelmatige plaatsen werd de club in 1929/30 vicekampioen. De club plaatste zich voor de Zuid-Duitse eindronde, waar ze vierde werden in de groepsfase. De volgende jaren eindigde de club in de middenmoot.
In 1933 kwam de NSDAP aan de macht in Duitsland en herstructureerde de hele competitie. De Gauliga Südwest werd ingevoerd als een van de zestien nieuwe hoogste divisies en door de vierde plaats in de competitie kwalificeerde de club zich. Na twee seizoenen degradeerde de club uit de Gauliga. De club keerde direct terug, maar werd nu laatste. De volgende 4 jaar bereikte de club 3 keer de eindronde voor promotie maar slaagde er niet in te promoveren.
Sinds 1945 speelde de club in Saarland dat tussen 1949 en 1951 onafhankelijk was van Duitsland en een eigen klasse had, de Ehrenliga Saarland. In 1950 werd de club kampioen van de Ehrenliga Saarland. Na de terugkeer naar de Oberliga Südwest speelde de club in de 1ste Amateurliga waar de club kampioen werd, maar verzaakte aan promotie waardoor stadsrivaal SV Saar 05 Saarbrücken promoveerde. In 1954 promoveerde de club en werd een liftploeg en degradeerde of promoveerde elk jaar tot 1959 toen de club een vaste waarde werd. In 1963 kwalificeerde de club zich niet voor de nieuwe Bundesliga maar werd in de Regionalliga Südwest (II) ingedeeld. Daar degradeerde de club in 1965 en speelde tot 1975 in de Amateurliga Saarland (3de klasse).